# Onobrychis kermanensis
Onobrychis kermanensis är en ärtväxtart som först beskrevs av Sirj. och Karl Heinz Rechinger, och fick sitt nu gällande namn av Karl Heinz Rechinger. Onobrychis kermanensis ingår i släktet esparsetter, och familjen ärtväxter. Inga underarter finns listade i Catalogue of Life.